# Yoann Jaumel
Yoann Eric Jaumel (Montpellier, 16 de setembro de 1987) é um voleibolista indoor francês que atua na posição de levantador.

## Carreira

### Clube
A carreira de Jaumel começou nas categorias de base do Lattes Volley Club; em 2004 integrou a equipe federal do France Avenir 2024. Estreou na principal série do campeonato francês pelo Stade Poitevin Poitiers. Na temporada seguinte se transferiu para o Montpellier UC, por onde atuou por 3 anos.
Na temporada 2010-11 foi atuar na segunda divisão do campeonato francês pelo Martigues Volley-Ball. Na temporada seguinte permanecendo na segunda divisão, defendeu as cores do Avignon Volley-Ball, onde conquistou o título da temporada.
Na temporada 2013-14 vestiu a camisa do 
GFC Ajaccio Volley-Ball, novamente na primeira divisão do campeonato francês, onde permaneceu por dois anos. Para a temporada 2015-16 foi contratado pelo Tours Volley-Ball, conquistando a Supercopa Francesa de 2015.
Na temporada seguinte fez sua estreia no campeonato italiano pelo Volley Lube, mas atuou menos de um mês devido à recuperação de uma lesão de Micah Christenson. Logo, o levantador voltou a atuar em seu país natal pelo Nice Volley-Ball. De 2018 a 2021, o levantador atuou pelo Narbonne Volley, 
GFC Ajaccio Volley-Ball e pelo Arago de Sète, respectivamente.
Em 2021 o levantador voltou a atuar pela segunda vez no Martigues Volley-Ball, pela segunda divisão do campeonato francês.

### Seleção
Jaumel foi vice-campeão do Campeonato Europeu nas categorias sub-19 e sub-21 em 2005 e 2006, respectivamente. Em 2015 conquistou o título da Liga Mundial ao derrotar na final única a seleção da Sérvia.

## Títulos por clubes
- Supercopa Francesa: 1

2015

## Clubes
| Clube                   | País   | De   | A     |
| ----------------------- | ------ | ---- | ----- |
| Stade Poitevin Poitiers | França | 2006 | 2007  |
| Montpellier UC          | França | 2007 | 2010  |
| Martigues Volley-Ball   | França | 2010 | 2011  |
| Avignon Volley-Ball     | França | 2011 | 2013  |
| GFC Ajaccio Volley-Ball | França | 2013 | 2015  |
| Tours Volley-Ball       | França | 2015 | 2016  |
| Volley Lube             | Itália | 2016 | 2016  |
| Nice Volley-Ball        | França | 2016 | 2018  |
| Narbonne Volley         | França | 2018 | 2019  |
| GFC Ajaccio Volley-Ball | França | 2019 | 2020  |
| Arago de Sète           | França | 2020 | 2021  |
| Martigues Volley-Ball   | França | 2021 | atual |